# Werner Bergmann (Schiedsrichter)
Werner Bergmann (* 25. Dezember 1912; † 20. Oktober 1963 in Hildburghausen) war ein deutscher FIFA-Schiedsrichter.

## Leben und Wirken
Bergmann leitete im FDGB-Pokal die Finalspiele 1958, 1959 und 1960. Er war auch Schiedsrichter in mehreren Länderspielen. Er war im Achtelfinale der Europameisterschaft 1960 in der zur Qualifikationsphase gehörenden Hinrundenpartie zwischen Norwegen und Österreich im Einsatz. In der Vorrunde der Qualifikation zur Europameisterschaft 1964 leitete Bergmann das Rückspiel zwischen Schweden und Norwegen.